# ムスチスラフ・ムスチスラヴィチ
ムスチスラフ・ムスチスラヴィチ(Мстислав Мстиславич、1176年以前 - 1228年）は、アレクサンドル・ネフスキー、レフ・ダニーロヴィチの外祖父にあたる人物である。聖名フョードル、またウダトニィー（Удатный、「幸運な・成功した」の意）の通称を持つ。トリポリエ公：1193年 - 1203年。トロペツ公：1206年 - 1213年。ノヴゴロド公：1210年 - 1215年、1216年 - 1218年。ガーリチ公：1215年 - 1216年、1219年 - 1226年。トルチェスク公：1203年 - 1207年、1226年 - 1228年。才覚のある司令官であり、再三の会戦に勝利した。

## 出自と年長順
父はムスチスラフ・ロスチスラヴィチであり、おそらく父の死後に生まれたとされる。ただしその場合、父と同じ名をつけることは、12世紀のリューリク朝の者としては名誉に関わる、あまり一般的ではない命名となる。
V.V.ボグスラヴスキー(ru)の指摘では、ムスチスラフ・ロスチスラヴィチの最初の妻である、リャザン公グレプの娘フェオドシヤとの間に生まれた唯一の子で、三人の兄弟の中でもっとも年長であるとされている。ただしその場合、ムスチスラフがノヴゴロドを統治した際に、なぜプスコフを兄弟のウラジーミル(ru)が統治することになったのかという疑問が残る。
別の説では、ガーリチ公ヤロスラフの孫とされる。これは、ムスチスラフのガーリチ公請求が成功したことを根拠とする説である。

## 生涯
1193年、1203年に、ポロヴェツ族への遠征に参加した。1207年に、ローシ川に面する、トルチェスクの南の警備に任じられたが、チェルニゴフ公フセヴォロドの軍に追われ、スモレンスク公国のトロペツ（同年におじのリューリクから受領していた。）へ逃亡した。
1210年、ノヴゴロド公となり、アンドレイ・ボゴリュブスキー派閥のキエフ大公・フセヴォロド3世との戦いを始めた。1212年と1214年には、チュヂ族とリヴォニア帯剣騎士団への遠征を挙行した。
1214年、キエフ大公フセヴォロド3世を破り、ムスチスラフ3世を大公位に就かせた。その後クラクフ公レシェク1世の招きにより、ガーリチ公の位に就いた。なお叙述に相違があり、ガーリチ公着任は1215年もしくは1219年のことである。また、ノヴゴロド公位は1218年に、ムスチスラフ3世の息子のスヴャトスラフに譲った。
ガーリチに到着してすぐに、ムスチスラフは娘のアンナをダニール・ロマノヴィチに嫁がせ、同盟を結んだ。ダニールはレシェク1世と対立しており、レシェク1世がハンガリー王アンドラーシュ2世を味方につけた後も、優勢に軍事行動を繰り広げていた。
1216年2月、かねてよりムスチスラフ等との間に小競り合いが起きていたヤロスラフが、トルジョークを占領し、ノヴゴロドへの食料輸送を封鎖した。ムスチスラフはノヴゴロド公国・スモレンスク公国軍を指揮し、リピツァの戦い(ru)が行われた。ヤロスラフのウラジーミル大公国軍は敗北し、ウラジーミル大公位はムスチスラフの同盟者のコンスタンチンのものとなった。
ムスチスラフの不在中に、ハンガリー王国・ポーランド王国連合軍がガーリチを包囲した。ダニールが防衛に当たったが、ムスチスラフは、街を放棄するように指示を送った。ダニーロは包囲からの脱出を拒み、アンドラーシュ2世の子・カールマーンの軍と対峙した。
1220年もしくは1221年の冬に、ムスチスラフはポロヴェツ族、ルーシの公の補助部隊と共に、ドニエプル川流域からガーリチへと進軍した。ハンガリー軍とガーリチへの途上で遭遇し、数時間の戦闘の後に勝利した。1221年の春に再びガーリチを攻め、街の門の付近でハンガリー軍を撃破し、ガーリチへ押し入った。カールマーンは捕らえられ、ムスチスラフ所領のトルチェスクに送られた。アンドラーシュ2世は、囚われの身の息子を解放するために、交渉の席に着くことを余儀なくされた。和平交渉の後、アンドラーシュ2世の子のアンドラーシュと、ムスチスラフの娘のマリヤとの婚姻が結ばれ、ムスチスラフはガーリチの支配を確実なものとした。
1223年、モンゴル帝国軍に対するカルカ河畔の戦いに臨み、ルーシ諸公軍を主導したが、戦闘はルーシ側の敗北に終わった。
1228年、人生の最後の年に及び、ポロヴェツ族のコチャン=ハン、キエフ大公ウラジーミル4世、ベルズ公アレクサンドルと連合を組み、ダニールとポーランドの軍と戦った。同年ポニジエで死去した。また、死の前にスヒマとなった。ポーランドの史料によると、キエフで葬儀が行われ、教会が設立されたという。（この教会はおそらく現存していない。）

## 妻子
妻はポロヴェツ族のハン・コチャンの娘のマリヤ。子には以下の人物がいる。
- ヴァシリー - トルジョーク公。
- ロスチスラヴァ（フェオドシヤ） - トルジョーク公女。ウラジーミル大公ヤロスラフ2世の妻。アレクサンドル・ネフスキーの母。
- エレナ（マリヤ） - トルジョーク公女。ハンガリー王子アンドラーシュ（アンドラーシュ2世の子）の妻。
- アンナ - トルジョーク公女。ガーリチ公ダニールの妻。レフ・ダニーロヴィチの母。
- イジャスラフ? - キエフ大公。
- ユーリー[4][5]